# Tony McPhee
Pour les articles homonymes, voir McPhee.
Anthony Charles McPhee, dit Tony McPhee (né le 23 mars 1944 à Humberston (Angleterre) et mort le 6 juin 2023 Après une chute en 2022, Tony McPhee est décédé l'année suivante en 2023) est un guitariste britannique et fondateur du groupe de blues rock Groundhogs.